# Mats Møller Dæhli
Mats Møller Dæhli (Oslo, 2 maart 1995) is een Noors voetballer die zowel op de posities van aanvallende middenvelder als flankaanvaller kan spelen. Hij tekende in januari 2020 een contract bij de Belgische eersteklasser KRC Genk. Hij debuteerde in 2013 in het Noors nationaal elftal.

## Clubcarrière

### Begin profcarrière
Dæhli werd geboren in Oslo waar hij opgroeide totdat hij met zijn ouders voor twee jaar naar Londen verhuisde waar zijn vader aan de slag ging als journalist. Gedurende zijn periode in Londen trainde Daehli ook één keer mee bij de jeugd van Chelsea FC. Na deze twee jaar keerde hij met zijn gezin terug naar Oslo en sloot zich aan bij de jeugdwerking van FC Lyn Oslo. Møller Dæhli werd in 2011 weggeplukt door Manchester United bij het Noorse FC Lyn Oslo. Hij slaagde er echter niet in om de stap naar het eerste elftal van de Engelse topclub te zetten. Dæhli speelde zijn wedstrijden in het tweede elftal van de club waar zijn landgenoot Ole Gunnar Solskjær trainer was. Toen Solskjær trainer werd van de Noorse eersteklasser Molde FK maakte Dæhli in juli 2013 mee de overstap. Reeds na twaalf wedstrijden in de Tippeligaen haalde Solskjær, die op 2 januari 2014 aangesteld werd als coach van het Welshe Cardiff City, hem naar de Premier League. Hij wordt zo de tweede (Noorse) transfer van Solskjær na Magnus Wolff Eikrem. Op 29 maart scoorde Dæhli in de 95ste minuut de 3-3 in de competitiewedstrijd tegen West Bromwich Albion FC en zorgde zo voor een belangrijk punt voor zijn team. Op het einde van dat seizoen degradeerde hij echter met Cardiff City uit de Premier League.

### Periode in Duitsland
In januari 2015 maakte de Duitse eersteklasser SC Freiburg bekend dat het hem had overgenomen. Dæhli werd afgeremd door blessures, gedurende het seizoen 2017-2018 werd hij uitgeleend aan de Duitse tweedeklasser FC St. Pauli. Hij kende er een goed seizoen met 32 wedstrijden waarin hij ook 2 keer wist te scoren, na afloop van deze uitleenbeurt nam FC St. Pauli hem definitief over van Freiburg. In het seizoen 2019-2020 was Dæhli goed op dreef, in 16 competitiewedstrijden zat hij aan 1 goal en 7 assists.

### KRC Genk
Op 4 januari 2020 maakte de Belgische eersteklasser KRC Genk bekend dat het hem overnam, Dæhli tekende er een contract tot de zomer van 2023. Hij debuteerde op 25 januari 2020 in de uitwedstrijd tegen KAA Gent met een invalbeurt in de 62ste minuut voor landgenoot Kristian Thorstvedt. In zijn derde wedstrijd op 7 maart 2020 scoorde hij zijn eerste doelpunt, Dæhli maakte de 1-4 in de gewonnen uitwedstrijd tegen KV Oostende. Door de coronacrisis, die de Belgische competitie midden maart al in een definitieve eindplooi legde, kwam hij in zijn eerste half jaar bij de club slechts in drie competitiewedstrijden in actie.

## Statistieken
| Club           | Seizoen        | Competitie      | Competitie | Competitie | Beker | Beker | Europees | Europees | Totaal | Totaal |
| Club           | Seizoen        | Competitie      | Wed.       | Dlp.       | Wed.  | Dlp.  | Wed.     | Dlp.     | Wed.   | Dlp.   |
| -------------- | -------------- | --------------- | ---------- | ---------- | ----- | ----- | -------- | -------- | ------ | ------ |
| Molde          | 2013           | Tippeligaen     | 12         | 0          | 2     | 0     | 1        | 0        | 15     | 0      |
| Molde          | Clubtotaal     | Clubtotaal      | 12         | 0          | 2     | 0     | 1        | 0        | 15     | 0      |
| Cardiff City   | 2013–14        | Premier League  | 13         | 1          | 2     | 0     | –        | –        | 15     | 1      |
| Cardiff City   | 2014–15        | Championship    | 9          | 0          | 2     | 0     | –        | –        | 11     | 0      |
| Cardiff City   | Clubtotaal     | Clubtotaal      | 22         | 1          | 4     | 0     | –        | –        | 26     | 1      |
| SC Freiburg    | 2014–15        | Bundesliga      | 2          | 0          | 0     | 0     | –        | –        | 2      | 0      |
| SC Freiburg    | 2015–16        | 2. Bundesliga   | 2          | 0          | 0     | 0     | –        | –        | 2      | 0      |
| SC Freiburg    | 2016–17        | Bundesliga      | 2          | 0          | 2     | 1     | –        | –        | 4      | 1      |
| SC Freiburg    | Clubtotaal     | Clubtotaal      | 6          | 0          | 2     | 1     | –        | –        | 8      | 1      |
| → FC St. Pauli | 2016–17        | 2. Bundesliga   | 11         | 2          | 0     | 0     | –        | –        | 11     | 2      |
| → FC St. Pauli | 2017–18        | 2. Bundesliga   | 21         | 0          | 1     | 0     | –        | –        | 22     | 0      |
| FC St. Pauli   | 2018–19        | 2. Bundesliga   | 32         | 2          | 1     | –     | –        | –        | 33     | 2      |
| FC St. Pauli   | 2019–20        | 2. Bundesliga   | 16         | 1          | 1     | 0     | –        | –        | 17     | 1      |
| FC St. Pauli   | Clubtotaal     | Clubtotaal      | 80         | 5          | 3     | 0     | –        | –        | 83     | 5      |
| KRC Genk       | 2019–20        | Eerste Klasse A | 3          | 1          | 0     | 0     | 0        | 0        | 3      | 1      |
| KRC Genk       | 2020–21        | Eerste Klasse A | 2          | 0          | 0     | 0     | –        | –        | 2      | 0      |
| KRC Genk       | Clubtotaal     | Clubtotaal      | 5          | 1          | 0     | 0     | 0        | 0        | 5      | 1      |
| Carrièretotaal | Carrièretotaal | Carrièretotaal  | 124        | 7          | 10    | 1     | 1        | 0        | 135    | 8      |

## Interlandcarrière
Onder leiding van bondscoach Per-Mathias Høgmo debuteerde Møller Dæhli voor Noorwegen op 15 november 2013 in een vriendschappelijke interland tegen Denemarken. Hij viel na 60 minuten in voor Per Ciljan Skjelbred. Vier dagen later speelde hij ook mee in de oefeninterland tegen Schotland, waar hij opnieuw als invaller voor Skjelbred fungeerde.
| Interlands van Mats Møller Dæhli | Interlands van Mats Møller Dæhli | Interlands van Mats Møller Dæhli | Interlands van Mats Møller Dæhli | Interlands van Mats Møller Dæhli | Interlands van Mats Møller Dæhli | Interlands van Mats Møller Dæhli |
| №                                | Datum                            | Wedstrijd                        | Uitslag                          | Competitie                       | Goals                            | Assists                          |
| Als speler bij Molde FK          | Als speler bij Molde FK          | Als speler bij Molde FK          | Als speler bij Molde FK          | Als speler bij Molde FK          | Als speler bij Molde FK          | Als speler bij Molde FK          |
| -------------------------------- | -------------------------------- | -------------------------------- | -------------------------------- | -------------------------------- | -------------------------------- | -------------------------------- |
| 1                                | 15 november 2013                 | Denemarken – Noorwegen           | 2 – 1                            | Vriendschappelijk                | 0                                | 0                                |
| 2                                | 19 november 2013                 | Noorwegen – Schotland            | 0 – 1                            | Vriendschappelijk                | 0                                | 0                                |

## Erelijst
Molde FK
- Noorse beker

2013
 SC Freiburg
- 2. Bundesliga

2016

## Trivia
Zijn vader Truls Dæhli was een bekend Noors sportjournalist voor het populaire dagblad Verdens Gang. Hij moest zijn carrière echter beëindigen nadat zijn zoon op 18-jarige leeftijd opgeroepen werd voor de Noorse nationale ploeg aangezien deze moeilijk artikels over zijn zoon kon schrijven.
1 Reichert ·
2 Villadsen ·
3 Soares ·
4 Gruber ·
5 Drexler ·
6 Flick ·
9 Tzimas ·
10 Justvan ·
14 Goller ·
17 Castrop ·
18 Lubach ·
20 Jander ·
21 Yılmaz ·
22 Valentini  ·
23 Serra ·
26 Mathenia ·
28 Antiste ·
30 Emreli ·
31 Knoche ·
32 Janisch ·
33 Seidel ·
34 Forkel ·
35 Joachims ·
36 Schleimer ·
37 Kukučka ·
38 Osawe ·
39 Ortegel ·
44 Karafiát ·
Coach: Klose